# 크라쿠프 대공국
크라쿠프 대공국(독일어: Großherzogtum Krakau 그로슈헤르조그툼 크라카우[*], 폴란드어: Wielkie Księstwo Krakowskie 비엘키에 크시에스트보 크라코브스키에[*])은 1846년부터 1918년까지 현재의 폴란드에 존재했던 공국이다.
1846년 오스트리아 제국이 크라쿠프 자유시를 합병하면서 신설되었다. 1867년 오스트리아-헝가리 제국이 수립된 이후에는 오스트리아-헝가리 제국의 구성국 가운데 하나였던 갈리치아-로도메리아 왕국에 속했다.
1918년 오스트리아-헝가리 제국이 제1차 세계 대전에서 패하면서 소멸되었으며 1919년 생제르맹 조약이 체결되면서 폴란드에 편입되었다.